# Karl Gruber (politik)
Karl Gruber, avstrijski diplomat in politik, * 3. maj 1909, Innsbruck, † 1. februar 1995, Innsbruck.
Gruber je bil zunanji minister Avstrije med 1945 in 1953.